# Ministrymon una
Ministrymon una is een vlinder uit de familie van de Lycaenidae. De wetenschappelijke naam van de soort werd als Thecla una gepubliceerd in 1873 door William Chapman Hewitson.

## Synoniemen
- Thecla lenis Capronnier, 1874
- Thecla scopas Godman & Salvin, 1887
- Thecla furcifer Druce, 1907
- Ministrymon androgenus Bálint, Johnson & Austin, 1999
- Ministrymon borkini Bálint, Johnson & Austin, 1999
- Ministrymon exorbaetus Bálint, Johnson & Austin, 1999
- Ministrymon oblongus Bálint, Johnson & Austin, 1999
- Ministrymon callicus Bálint, Johnson & Austin, 1999